# Сократ Маркилов
Сократ Маркилов е деец на ОМО Илинден.

## Биография
Роден е на 12 април 1921 година в демирхисарското село Бутково. При избухването на Втората световна война се включва в комунистическата съпротива. През 1956 година е изгонен от България и отива в Югославия. През 1968 година основава тайна проюгославска македонистка организация „Илинден“ в Пиринския край. През 1973 е арестуван, а на следващата година е осъден на пет години затвор. През април 1990 година става един от основателите на организацията ОМО „Илинден“.